# Vịnh Nha Trang
Vịnh Nha Trang (hay còn có tên gọi khác là Vịnh Bình Cang) là một vịnh ven bờ biển nằm ở phía Đông thành phố Nha Trang, tỉnh Khánh Hòa, có tổng diện tích khoảng 24.965 ha (249,65 km2). Là vịnh lớn thứ hai của tỉnh Khánh Hòa sau Vịnh Vân Phong, Vịnh Nha Trang bao gồm 3.780 ha (37,8 km2) diện tích các đảo, trong đó đảo lớn nhất là Hòn Tre và nhỏ nhất là Hòn Nọc. Khí hậu ở Vịnh Nha Trang phân thành hai mùa rõ rệt, mang đặc trưng của kiểu gió đất–biển, đồng thời chịu tác động của yếu tố địa hình trong khu vực và hệ thống gió mùa. Sự thay đổi nhiệt độ theo ngày ở Vịnh Nha Trang được đánh giá là lớn và rõ nét, chịu tác động mạnh và đồng thời của ba nhân tố gồm nhiệt đới, gió mùa và địa phương. Sông Cái Nha Trang là nguồn nước ngọt chính đổ vào vịnh. Dao động nước biển ở khu vực này tồn tại ở ba loại hình chính: dao động lắc, dao động triều và dao động mực nước theo chu kỳ năm. Dòng chảy và sóng của Vịnh Nha Trang chịu tác động của hướng gió mùa.
Lịch sử hình thành của Vịnh Nha Trang trải qua năm giai đoạn, bắt đầu từ thời kỳ biển tiến trước kỷ băng hà cuối cùng và còn tiếp tục phát triển đến tận ngày nay. Địa hình của Vịnh Nha Trang khác nhau theo hai phần phía Bắc và phía Nam. Phần đáy biển được chia làm ba đới động lực và chín đơn vị địa mạo. Trầm tích trong khu vực Vịnh Nha Trang bao gồm cả trầm tích cổ và trầm tích hiện đại. Trầm tích hiện đại mang nguồn gốc lưu chuyển và nguồn gốc sinh vật. Vùng bờ quanh các đảo, các rạn san hô chết và sườn bờ ngầm cung cấp vật liệu từ cát trung trở xuống. Trong khi đó, vật liệu trầm tích từ các con sông lân cận và những dòng bồi tích ven bờ cung cấp cho vịnh những thành phần khoáng vật từ các đá mắc ma và trầm tích biến chất. Trầm tích tầng mặt Vịnh Nha Trang phân thành tám kiểu khác nhau, trong đó bao gồm trầm tích cổ và trầm tích hiện đại. Sự phân bố trầm tích khác nhau theo chiều từ bắc xuống nam, từ bờ ra biển. Hàm lượng khoáng vật trong Vịnh Nha Trang tồn tại ở cả dạng khoáng vật nặng và khoáng vật nhẹ, với thành phần khoáng vật nhẹ chiếm ưu thế.
Vịnh Nha Trang được cho là "một trong những hình mẫu tự nhiên hiếm có của hệ thống vũng, vịnh trên thế giới" khi chứa đựng hầu hết các hệ sinh thái điển hình của vùng biển nhiệt đới, trong đó rạn san hô, rừng ngập mặn và thảm cỏ biển được cho là những hệ sinh thái tiêu biểu. Đặc biệt, với 40% san hô tạo rạn trên toàn thế giới, khu vực này được đánh giá là có tầm quan trọng quốc tế và có mức độ đa dạng sinh học cao nhất ở Việt Nam. Hoạt động kinh tế của Vịnh Nha Trang bao gồm khai thác, nuôi trồng thủy sản và du lịch. Trong đó, phát triển du lịch là định hướng được ưu tiên chú trọng. Ngoài tư cách thành viên của Câu lạc bộ những vịnh đẹp nhất thế giới, Vịnh Nha Trang còn được xếp hạng là di tích quốc gia. Thế mạnh du lịch của khu vực này là sự đa dạng của hệ thống biển đảo và cảnh quan xung quanh. Tuy nhiên, Vịnh Nha Trang vẫn phải đối mặt với các vấn đề mang tính tự nhiên, xã hội, môi trường nhằm hướng tới phát triển bền vững.

## Vị trí địa lý và giới hạn

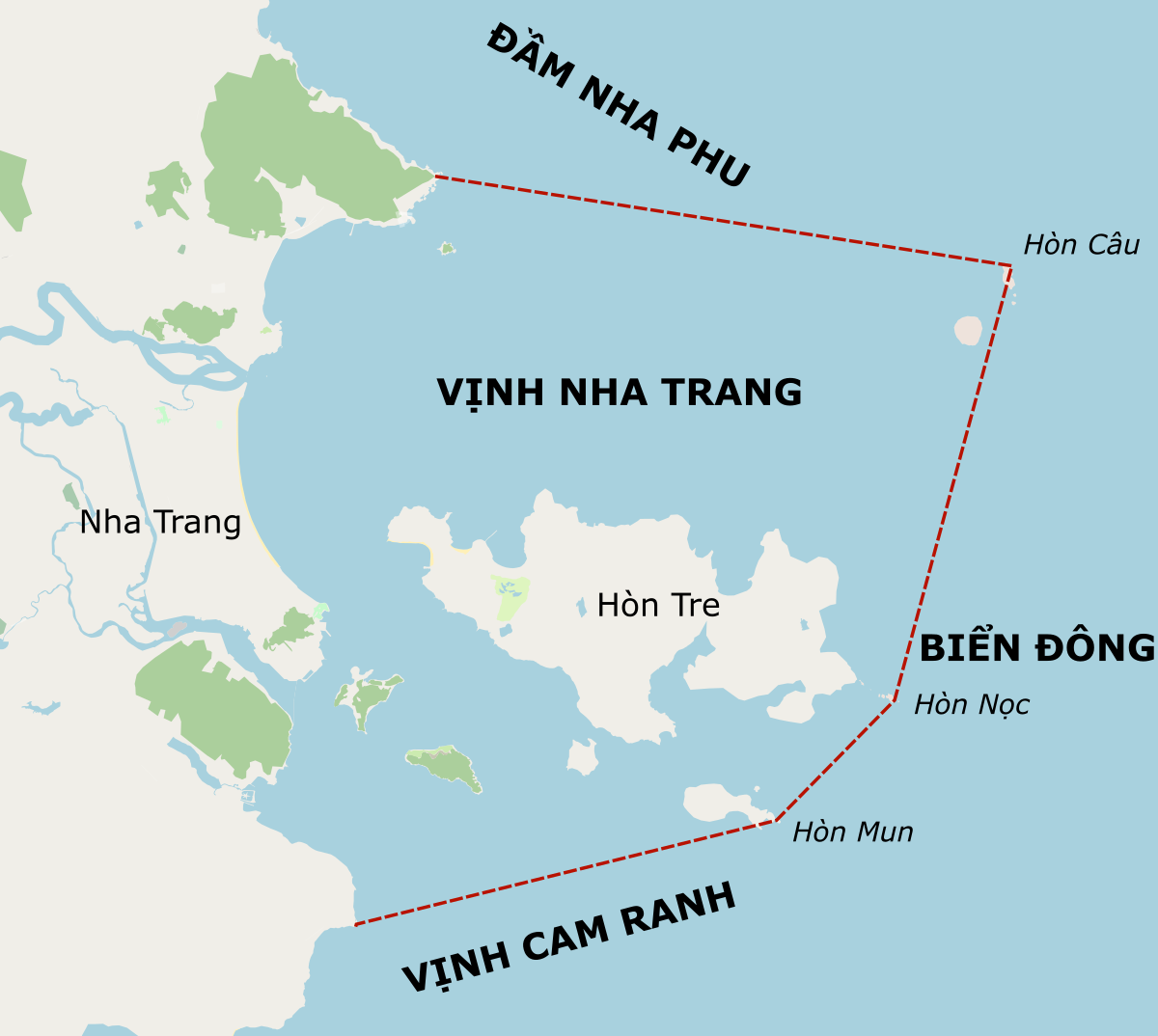
Vịnh Nha Trang (vùng được giới hạn bởi đường ranh giới màu đỏ) và các vùng biển lân cận.

Vịnh Nha Trang, trước đây còn gọi là Vịnh Bình Cang, nằm ở phía Đông bờ biển thành phố Nha Trang, tỉnh Khánh Hòa, có tọa độ địa lý được xác định từ 12°8'33''B–12°25'18''B và 109°7'16''Đ–109°14'30''Đ. Theo quyết định số 738/QĐ-UB ngày 21 tháng 3 năm 2005 của Ủy ban nhân dân tỉnh Khánh Hòa, Vịnh Nha Trang giáp với Đầm Nha Phu thuộc huyện Ninh Hòa ở phía Bắc; phía Đông tiếp giáp với vùng lãnh hải Việt Nam; phía Nam giáp với cửa ngõ phía Bắc vào Vịnh Cam Ranh thuộc huyện Cam Lâm; phía Tây là vùng bờ biển kéo dài theo hướng vòng cung từ mũi Kê Gà đến mũi Cù Hin. Tổng diện tích của Vịnh Nha Trang là 24.965 ha (249,65 km2), trong đó bao gồm 21.185 ha (211,85 km2) diện tích của phần mặt biển và 3.780 ha (37,8 km2) diện tích các đảo trong vịnh. Ranh giới của Vịnh Nha Trang được xác định bằng các điểm nối từ mũi Kê Gà đến mũi Cù Hin trên đất liền ra các đảo Hòn Câu, Hòn Nọc và Hòn Mun. Đây là vịnh biển lớn thứ hai của tỉnh Khánh Hòa sau Vịnh Vân Phong.
Có 19 đảo nằm trong Vịnh Nha Trang. Trong đó, đảo lớn nhất là Hòn Tre, có diện tích 3.250 ha (32,5 km2) và đảo nhỏ nhất là Hòn Nọc, với diện tích chỉ 4 ha (0,040 km2).

## Đặc điểm tự nhiên

### Khí hậu
Khí hậu ở Vịnh Nha Trang phân thành hai mùa rõ rệt: mùa khô kéo dài từ tháng 1 đến tháng 8, mùa mưa kéo dài từ tháng 9 đến tháng 12. Nhiệt độ trung bình năm dao động trong khoảng từ 14–39 °C. Vùng biển vịnh chịu tác động của yếu tố địa hình trong khu vực và hệ thống gió mùa Đông Bắc – Tây Nam, mang đặc trưng của kiểu gió đất biển.
Dao động nhiệt độ theo ngày ở Vịnh Nha Trang được đánh giá là lớn và rõ nét, chịu tác động mạnh và đồng thời của ba nhân tố gồm nhiệt đới, gió mùa và địa phương. Một đặc trưng của chế độ khí hậu nhiệt đới gió mùa trong khu vực Vịnh Nha Trang là giao động áp suất theo chu kỳ nửa ngày, với giá trị cao vào mùa gió đông và thấp vào mùa hè. Biên độ dao động nhiệt độ không khí theo ngày ở các tháng chủ yếu của mùa gió gần như tương đương với biên độ dao động theo năm, với đặc điểm ban ngày nóng và ban đêm nhiệt độ giảm nhanh, chứng tỏ có sự tác động của các yếu tố địa phương. Trong yếu tố gió biến động theo ngày, có sự tranh giành ảnh hưởng lẫn nhau giữa các yếu tố gió mùa và gió đất–biển.

### Thủy văn
Lượng mưa trung bình năm của Vịnh Nha Trang là 1.285 mm, với Sông Cái Nha Trang là nguồn nước ngọt chính đổ vào vịnh, tương ứng lưu lượng trung bình là 2.226 km³/năm.
Có ba loại hình dao động nước biển chính tồn tại trong vịnh bao gồm dao động lắc (do tác động của sự thay đổi trường gió đột ngột), dao động triều (do tác động của thủy triều) và dao động mực nước theo chu kỳ năm (do tác động của gió mùa). Thủy triều tại Vịnh Nha Trang mang tính chất nhật triều không đều. Cụ thể, từ tháng 10 đến tháng 3, thủy triều thấp vào buổi sáng, nhưng từ tháng 4 đến tháng 9, thủy triều thấp vào buổi chiều, còn các tháng 9 và tháng 10 thì thủy triều thường thấp vào buổi trưa, riêng hai tháng 3 và 4 thủy triều xuống vào lúc nửa đêm. Thời gian thủy triều mạnh nhất trong năm là vào các tháng 6, 7, 11 và 12. Dao động mực nước biển theo mùa của Vịnh Nha Trang khác nhau theo mỗi mùa gió. Mực nước trung bình của mùa gió Đông Bắc thường cao hơn mùa gió Tây Nam từ 20 đến 30 cm. Nghiên cứu về sự biến đổi của mực nước ở Vịnh Nha Trang từ năm 1975 đến năm 1995 qua quan trắc tại trạm thủy văn Cầu Đá cho thấy cực đại của mực nước tại khu vực là 238 cm (vào năm 1976), trong khi dao động mực nước lớn nhất là 234 cm (cũng trong năm 1976) và nhỏ nhất là 192 cm (những năm 1986 và 1988). Trong một nghiên cứu của các nhà khoa học đến từ Viện Hải dương học Nha Trang thực hiện vào năm 2018, mực nước tại Vịnh Nha Trang bắt đầu có xu hướng dâng lên từ năm 1999 và kể từ năm 2006 đến năm 2016, quá trình nước dâng diễn ra nhanh, vượt qua trị số trung bình tại vịnh và không thấy có dấu hiệu suy giảm. Nguyên nhân chính gây ra hiện tượng này là do biến đổi khí hậu và một số yếu tố mang tính quá trình khác.
Dòng chảy và sóng của Vịnh Nha Trang cũng chịu tác động của hướng gió mùa. Trong thời kỳ gió mùa Đông Bắc, dòng chảy tầng mặt của vịnh có hướng Tây và Tây Nam và hướng sóng là Đông Bắc; ngược lại, trong mùa gió Tây Nam, dòng chảy sẽ có xu hướng là Đông Bắc và hướng sóng chủ yếu là Đông Nam. Thành phần thủy triều cũng tác động đến dòng chảy trong khu vực. Một nghiên cứu tiến hành năm 2010 đã phát hiện ra một hướng dòng chảy mới nằm ở độ sâu 50 m, có hướng lệch sang Đông theo sườn lục địa, với vận tốc dao động từ 10 cm/s đến 26 cm/s.

### Môi trường
Theo Nguyễn Tác An và cộng sự, trong mùa khô, nhiệt độ bề mặt nước biển của Vịnh Nha Trang có xu hướng tăng dần từ ngoài khơi vào ven bờ. Nhiệt độ khu vực phía nam của vịnh thấp hơn so với phần phía bắc. Tại tầng đáy, nhiệt độ giảm dần từ ven bờ ra vùng khơi. Còn trong mùa mưa, nhiệt độ bề mặt vịnh có xu hướng tăng dần theo hướng ven bờ ra vùng khơi. Độ muối của vịnh phụ thuộc vào chế độ mưa trong vùng lẫn toàn khu vực Nam Trung Bộ, Tây Nguyên. Giá trị hàm lượng muối cao nhất rơi vào nửa đầu tháng 8 và thấp nhất vào tháng 11. Độ muối tầng mặt của vịnh vào mùa mưa có giá trị trung bình cao hơn mùa khô. Độ trong suốt của nước biển khác nhau giữa vùng gần bờ và xa bờ và có giá trị trung bình cao hơn vào mùa khô.
Từ năm 2017 đến năm 2020, một nhóm các nhà khoa học đến từ Viện Tài nguyên và Môi trường biển đã tiến hành nhiều đợt quan trắc khác nhau trong khu vực Vịnh Nha Trang. Theo kết quả thu thập được, nhiệt độ nước biển đo ở Vịnh Nha Trang có giá trị dao động từ 24,7 đến 32,9 °C. Trong khi đó, độ pH nước biển qua từng đợt quan trắc có biến động khá lớn, dao động từ 7,82 đến 8,36; với ngưỡng trung bình là 8,1. Độ muối trung bình qua các đợt quan trắc là 30‰, được cho là mang tính chất của khối nước biển mặn. Về độ đục của nước biển ở khu vực Vịnh Nha Trang, theo kết quả của nhóm nghiên cứu thì độ đục tương đối thấp, dao động ở mức 1,0 đến 3,3 NTU, với giá trị trung bình là 1,40 NTU, được đánh giá là thuận lợi cho sự phát triển của các rạn san hô.
Nghiên cứu về đặc trưng quang học trong nước biển tại Vịnh Nha Trang do Phan Minh Thụ và các đồng nghiệp tiến hành vào năm 2013–2014 đã cung cấp những cái nhìn ban đầu về các đặc tính quang học hiển nhiên (AOP) và đặc tính quang học tuyệt đối (IOP) của khu vực này. Theo đó, các yếu tố AOP và IOP ở Vịnh Nha Trang biến động theo mùa, đồng thời chịu sự chi phối từ nguồn vật chất bên ngoài. Hệ số suy giảm ánh sáng trung bình ở tầng ưu quang là 0,122 ± 0,052 m−1 vào mùa khô và 0,187 ± 0,121 m−1 vào mùa mưa; tương ứng với độ sâu tầng ưu quang trung bình là 29,50 ± 9,05 m vào mùa khô và 24,68 ± 10,60 m vào mùa mưa. Bên cạnh đó, nghiên cứu còn chỉ ra rằng hệ số hấp thụ ánh sáng của các thành phần vật chất trong nước có mối quan hệ chặt chẽ với các thông số môi trường.

## Địa chất

### Lịch sử hình thành
Theo các nhà khoa học, lịch sử hình thành của khu vực Vịnh Nha Trang có thể chia làm năm giai đoạn. Giai đoạn đầu tiên là biển tiến trước thời kỳ băng hà cuối cùng, với vết tích là các hốc sóng vỗ và mảnh sò ốc ở độ cao 10–15 m trên đồi 233 phía Bắc đầm Tân Thủy. Giai đoạn biển thoái trong thời kỳ băng hà cuối cùng xảy ra khi nước biển rút xuống đường đẳng sâu 100 m hiện nay, để lại các dấu vết địa chất cho thấy có các đường bờ cổ ở độ sâu 33–100 m; sau đó giai đoạn biển tiến Flandrian xảy ra nhanh, làm cho các dạng địa hình cổ nhanh chóng bị xóa, đẩy mực nước lên đến cực đại (cao hơn 4 m so với ngày nay) và hình thành các thềm đá cuội ở hòn Tằm, hòn Miễu, đến cuối giai đoạn này thì các rạn san hô phát triển rất mạnh. Ở giai đoạn biển thoái hậu Flandrian, vùng biển ven bờ Nha Trang và một số khu vực lân cận bị trầm tích sông lấp đầy; khiến một số vách đứng bị chết, các thềm mài mòn nhô lên mặt nước, các dạng tích tụ 4–5 m và 1–2 m bị mài mòn cũng như xóa sổ các rạn san hô ven bờ. Ngày nay, kiểu địa hình bờ cắt khía nguyên thủy đang bị thay đổi do các hoạt động mài mòn và tích tụ. Các đồng bằng tích tụ đang làm cho khu vực đáy biển nông dần. Việc các vách đứng bị chết, cũng như sự hình thành của các thềm tích tụ dưới chân những vách đứng này chứng tỏ quá trình biển thoái ở khu vực vẫn còn đang tiếp tục.

### Địa hình, địa mạo

#### Đặc điểm địa hình
Tại độ sâu từ 0–10 m phía Bắc Vịnh Nha Trang, địa hình có dạng nghiêng thoải, có hướng Tây Bắc – Đông Nam, bao gồm nhiều cồn, rạn ngầm, chủ yếu là các rạn san hô đã chết nằm ở độ sâu từ 2–4 m. Các đảo nhỏ trong khu vực khiến cho địa hình đáy biển ở khu vực bị chia cắt mạnh, tạo thành các máng trũng, rộng, nghiêng về phía địa hình đáy có hướng Tây Nam – Đông Bắc. Ở độ sâu từ 10–20 m, địa hình bằng phẳng hơn và nghiêng từ Tây sang Đông, độ dốc thay đổi từ 0,2–10°. Khi đến độ sâu từ 20–30 m, địa hình bắt đầu lượn sóng và bị chia cắt bởi các máng trũng, có độ sâu thay đổi không lớn. Ở độ sâu từ 30–40 m, địa hình dốc hơn và uốn lượn theo đường bờ biển. Từ độ sâu lớn hơn 50 m đến 80 m tính từ mặt nước biển, địa hình dốc thoải và nghiêng về phía biển theo hướng Tây Bắc – Đông Nam. Địa hình từ độ sâu 10 m đến đáy biển ven bờ bãi biển Nha Trang nghiêng thoải theo độ dốc trung bình từ 2–50°. Càng về phía nam, địa hình đáy càng dốc hơn. Độ dốc trung bình dao động từ 10–150°.
Do là khu vực có nhiều đảo nên phần phía nam Vịnh Nha Trang có địa hình đáy biển bị chia cắt mạnh, tạo nên nhiều lạch sâu, máng trũng, kéo dài ở độ sâu 15–20 m, đôi khi có dạng lòng chảo. Ở độ sâu từ 0–10 m phía nam sông Lô đến mũi Cầu Hin, địa hình đáy khá dốc, với độ dốc trung bình từ 5–100° và sau đó thoải đều theo hướng Tây Bắc – Đông Nam đến độ sâu 30 m. Từ độ sâu 30–40 m, địa hình trở nên dốc hơn, tuy nhiên đến độ sâu 40–50 m thì địa hình bắt đầu bằng phẳng, gồm các hố trũng và các gò cao nhô lên khỏi mặt đáy từ 2–4 m tại phía đông nam Hòn Mun. Ở độ sâu từ 50–80 m, địa hình khá bằng phẳng và nghiêng dốc, với độ dốc thay đổi từ 2–50° theo hướng Động Bắc – Tây Nam.

#### Đặc điểm địa mạo đáy biển
Theo nghiên cứu của Trịnh Phùng và các đồng sự được tiến hành những năm 1976–1977, khu vực đáy biển Vịnh Nha Trang được chia làm bốn kiểu địa mạo: đồng bằng mài mòn, đồng bằng tích tụ ven bờ, đồng bằng tích tụ xác sinh vật và đồng bằng biển tiến có dạng hình kế thừa. Nghiên cứu về các đặc điểm địa mạo của Vịnh Nha Trang và khu vực lân cận do Trần Văn Bình và các đồng nghiệp tại Viện Hải dương học Nha Trang thực hiện năm 2015 đã cho thấy địa hình đáy biển khu vực này được chia làm ba đới động lực và chín đơn vị địa mạo khác nhau. Đặc điểm cụ thể của từng đơn vị địa mạo được thể hiện trong bảng dưới đây:
| Đới động lực                                 | Kiểu địa mạo                                                                   | Phạm vi phân bố | Đặc điểm |
| -------------------------------------------- | ------------------------------------------------------------------------------ | --- | --- |
| Địa hình trong đới sóng vỗ bờ                | Bề mặt mài mòn–tích tụ hiện đại do tác động của sóng                           | Phân bố rải rác tại khu vực Hòn Đỏ, bãi Hòn Chồng, phía đông bắc Đồng Đế, Hòn Mát và bãi cạn lớn với diện tích nhỏ hẹp.                                                   | Bề mặt không bằng phẳng, bị chia cắt thành các hố trũng và vùng nổi cao, đồng thời chuyển tiếp xuống phần đáy biển sâu hơn bởi một vách đá dốc. |
| Địa hình trong đới sóng vỗ bờ                | Bãi biển tích tụ–xói lở do tác động của sóng chiếm ưu thế                      | Phân bố trong phạm vi 6 km dọc theo bãi cát tại bãi biển Nha Trang và trong phạm vi độ sâu từ 0–5 mét tính từ mặt nước biển.                                              | Ở phía Bắc, bãi biển hơi nghiêng, có cấu tạo không phân bậc và mặt bãi khá bằng phẳng. Trong khi ở phía Nam, bãi biển có sự phân bậc rõ ràng và bãi trên triều khá bằng phẳng; bãi triều cao có bề mặt nghiêng từ chân bãi trên triều đến mép nước, còn bãi dưới triều có bề mặt nghiêng thoải. Ranh giới giữa hai bãi triều là một mặt phẳng nghiêng có độ dốc từ 8–20° hoặc cao hơn. |
| Địa hình trong đới sóng biến dạng và phá hủy | Bề mặt mài mòn–tích tụ nghiêng dốc do tác động của sóng và dòng chảy           | Phân bố chủ yếu tại các đoạn bờ đá gốc, dưới chân các mũi đá nhô ra phía biển và sườn bờ ngầm của các đảo trong vịnh.                                                     | Có độ nghiêng khá lớn, độ dốc thay đổi từ 5–7°, có nơi lớn hơn 15° và nằm trong khoảng độ sâu từ 4–20 m và sâu hơn. |
| Địa hình trong đới sóng biến dạng và phá hủy | Bề mặt mài mòn–tích tụ sinh vật do tác động của sóng và dòng chảy gần đáy      | Phân bố bên dưới các đảo Hòn Miễu, Hòn Tằm, Hòn Một, Hòn Mun, phía Bắc và Đông Nam đảo Hòn Tre.                                                                           | Bề mặt nghiêng thoải, tiếp giáp dần với bề mặt đáy ở độ sâu 10–15 m tính từ mặt nước biển. |
| Địa hình trong đới sóng biến dạng và phá hủy | Bề mặt tích tụ–xói lở nghiêng thoải do tác động của sóng chiếm ưu thế          | Phân bố thành một dải liên tục ở độ sâu từ 5–15 m, tiếp giáp với bãi phía ngoài của các đoạn bờ cát trên dải đáy biển gần bờ. Kéo dài từ mũi Kê Gà và thu hẹp ở mũi Chụt. | Tương đối bằng phẳng và có độ nghiêng thoải dần về phía biển khơi, dốc hơn ở phía nam. Bề mặt có chiều rộng 1–1,5 km, thuộc kiểu địa hình tích tụ – xói lở nghiêng thoải dưới tác động của sóng và dòng chảy. |
| Địa hình trong đới sóng biến dạng và phá hủy | Bề mặt tích tụ–xói lở lượn sóng do tác động của dòng chảy gần đáy chiếm ưu thế | Nằm trong phạm vi từ 10–25 m tính từ mặt nước, ở giữa Vịnh Nha Trang cũng như khu vực lân cận.                                                                            | Bề mặt không bằng phẳng, có nhiều dải nhô cao khỏi đáy từ 1–2 m, bao gồm những đường đẳng sâu phân bố không đồng đều và có dạng lượn sóng. |
| Địa hình trong đới sóng biến dạng và phá hủy | Bề mặt tích tụ hiện đại đáy vũng vịnh cổ                                       | Phía Tây Nam đảo Hòn Tre. | Đáy biển ở đây bị chia cắt mạnh với rãnh sâu từ 15–20 m và các lạch sâu xen giữa các đảo, ở phần sâu hơn khá bằng phẳng, đôi khi có dạng lòng chảo là những máng trũng xen giữa các đảo. |
| Địa hình trong đới sóng lan truyền           | Bề mặt tích tụ–xâm thực lượn sóng do tác động của dòng chảy chiếm ưu thế       | Phân bố thành một dải kéo dài liên tục, song song với bờ trong phạm vi độ sâu từ 30–45 m.                                                                                 | Đáy biển ở đây không bằng phẳng mà bị chia cắt lồi lõm theo từng mức độ khác nhau. Ở phía Đông Nam Hòn Mun có một vài gò cao, nhô lên khỏi mặt đáy từ 2–4 m. |
| Địa hình trong đới sóng lan truyền           | Bề mặt tích tụ hiện đại nghiêng thoải do tác động của dòng chảy gần đáy        | Ở độ sâu lớn hơn 50–60 m. | Địa hình đáy biển gần như không chịu tác động của sóng, thuộc loại đồng bằng khá bằng phẳng, có độ nghiêng không lớn về phía biển khơi. |

### Trầm tích và khoáng vật
Trầm tích trong khu vực Vịnh Nha Trang bao gồm cả trầm tích cổ và trầm tích hiện đại. Trầm tích hiện đại mang nguồn gốc lưu chuyển và nguồn gốc sinh vật. Vùng bờ quanh các đảo, các rạn san hô chết và sườn bờ ngầm cung cấp vật liệu từ cát trung trở xuống. Trong khi đó, vật liệu trầm tích từ các con sông lân cận và những dòng bồi tích ven bờ cung cấp cho vịnh những thành phần khoáng vật từ các đá mắc ma và trầm tích biến chất. Tầng mặt của Vịnh Nha Trang chủ yếu là các thành phần cát hạt từ trung đến nhỏ mịn, gồm tám kiểu trầm tích: trầm tích cát sạn, trầm tích cát, trầm tích cát bùn sạn, trầm tích cát bùn chứa sạn, trầm tích cát bùn, trầm tích bùn cát chứa sạn, trầm tích bùn cát, trầm tích bùn và trầm tích cacbonat. Sự phân bố trầm tích khác nhau theo chiều từ bắc xuống nam, từ bờ ra biển.
Theo Trịnh Phùng và cộng sự, hàm lượng khoáng vật nhẹ trong khu vực Vịnh Nha Trang chủ yếu là thạch anh và felspat. Hàm lượng khoáng vật nặng chiếm số lượng không đáng kể so với khoáng vật nhẹ, với hàm lượng trung bình lớn hơn 2%. Có khoảng 20 loại khoáng vật nặng khác nhau được tìm thấy trong khu vực này, gồm ba nhóm: nhóm khoáng vật chủ yếu (inmenit, hornblend, rutin, zirconi, magnetit, granat, muscovit, biotit, tourmalin, epidot); nhóm khoáng vật thứ yếu (kyanit, titanit, storolit, cassiterit) và nhóm khoáng vật ít gặp (chu sa, apatit, monazit).

## Đa dạng sinh học
Vịnh Nha Trang được cho là "một trong những hình mẫu tự nhiên hiếm có của hệ thống vũng, vịnh trên thế giới" khi chứa đựng hầu hết các hệ sinh thái điển hình của vùng biển nhiệt đới, bao gồm đất ngập nước, rạn san hô, rừng ngập mặn, thảm cỏ biển, hệ sinh thái cửa sông, đảo và bãi cát ven bờ, với nhiều chức năng sinh thái khác nhau. Nghiên cứu về các hệ sinh thái trong Vịnh Nha Trang vào năm 2015 của hai nhà khoa học Nguyễn Văn Long và Tống Phước Hoàng Sơn đã chỉ ra rằng có ba hệ sinh thái tiêu biểu trong khu vực, đó là rạn san hô, rừng ngập mặn và thảm cỏ biển, với tổng diện tích khoảng 812 ha (8,12 km2). Đây còn là nơi sinh sống của hơn 26 loài cá thương phẩm, 200 loài cá sống ở tầng đáy, 30 loài cá sống ven bờ, 33 loài cá sống ở cửa sông và 176 loài cá sống ở các rạn san hô.

### Các hệ sinh thái tiêu biểu

#### Rạn san hô

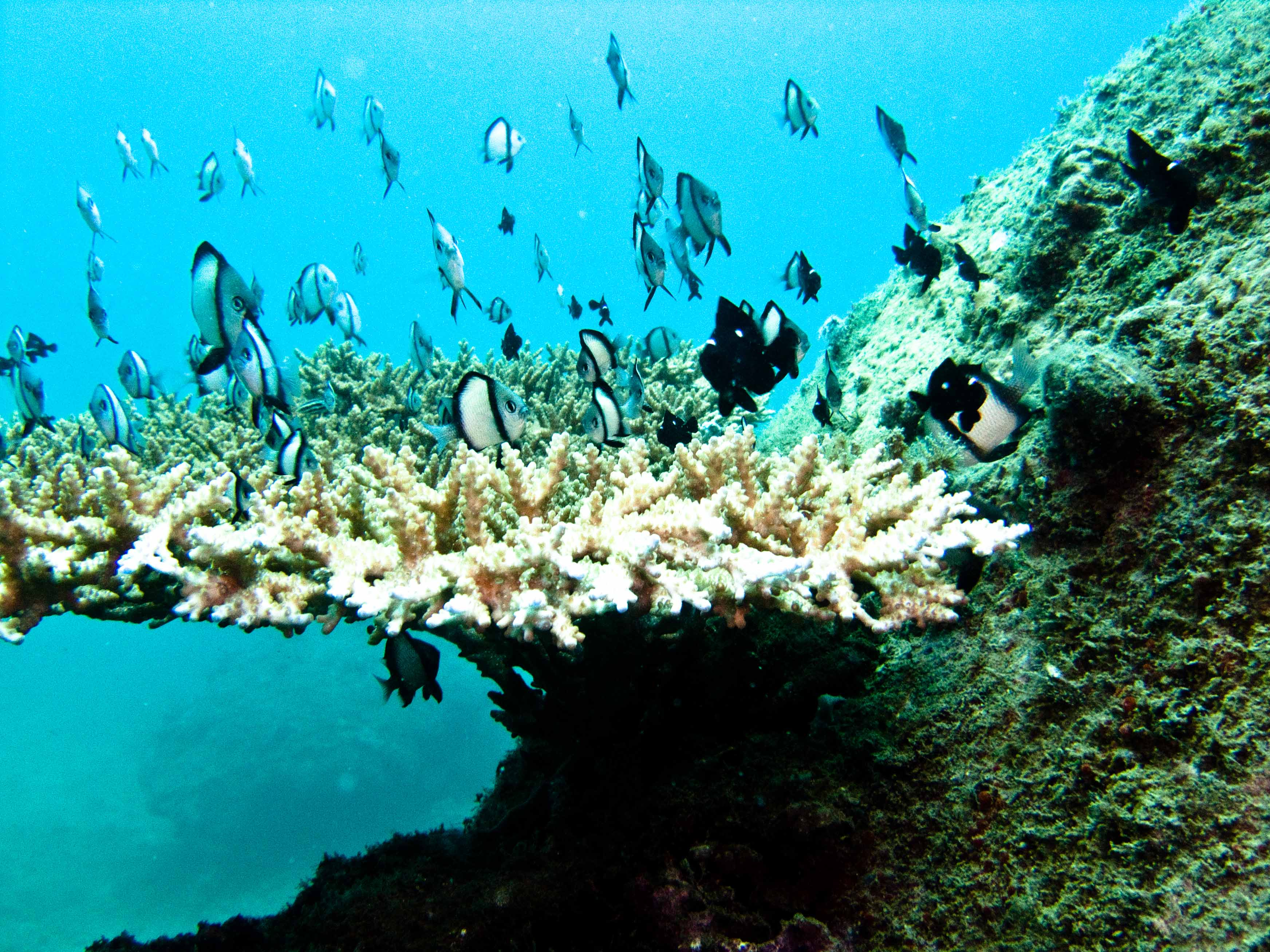
Cá rạn san hô ở Vịnh Nha Trang

Theo Nguyễn Văn Long và cộng sự, rạn san hô trong Vịnh Nha Trang phân bố chủ yếu quanh các đảo và quanh Bãi Cạn Lớn. Các rạn san hô này là nơi cư trú của trên 350 loài san hô (chiếm 40% san hô tạo rạn trên thế giới). Vì vậy, rạn san hô ở khu vực này được đánh giá là có tầm quan trọng quốc tế và có mức độ đa dạng sinh học cao nhất ở Việt Nam. Một nghiên cứu khác cũng của Nguyễn Văn Long về sự phân bố của các loài cá rạn tại khu vực vùng biển Nam Trung Bộ thì Vịnh Nha Trang có tổng cộng 528 loài. Mức độ đa dạng loài là 20,7 loài/100 m². Trong đó, mức độ đa dạng của các loài trong họ Cá bướm là 1,6 loài/100 m², họ Cá mó là 1,9 loài/100 m², họ Cá đuôi gai là 1,9 loài/100 m², họ Cá sơn là 1,5 loài/100 m² và họ Cá phèn là 0,4 loài/100 m². Mật độ cá rạn ở khu vực này là 136,4 con/100 m², trong đó có sự phân bố cao của hai nhóm cá ăn rong (79,4 con/100 m²) và cá ăn tạp (6,5 con/100 m²).

#### Rừng ngập mặn
Kết quả kiểm tra thực địa năm 2015 đã xác định rừng ngập mặn trong Vịnh Nha Trang tồn tại dưới dạng các dải hẹp, phân bố tập trung ở khu vực Đầm Báy. Diện tích rừng ngập mặn ước đạt khoảng 5,4 ha (0,054 km2), gồm 2,3 ha (0,023 km2) rừng tự nhiện và 3,1 ha (0,031 km2).
Các nhà khoa học đã xác định được có 9 loài cây ngập mặn trong Vịnh Nha Trang, gồm bao gồm mắm ổi (Avicennia marina), sú thẳng (Aegiceras floridum), đước đôi (Rhizophora apiculata), đước bộp (Rhizophora mucronata), vẹt dù (Bruguiera gymnorrhiza), cóc trắng (Lumnitzera racemosa), giá (Excoecaria agallocha), tra lâm vồ (Thespesia populnea), ngọc nữ (Clerodendrum thomsoniae). Trong đó, có 7 loài cây ngập mặn thực sự và 2 loài cây tham gia. Đước và sú thẳng là những loài phổ biến và thường chiếm ưu thế trong các dải rừng ngập mặn tại khu vực này.

#### Thảm cỏ biển
Trong tổng số 28 khu vực được khảo sát ở Vịnh Nha Trang vào năm 2015, chỉ có 6 địa điểm ghi nhận có sự phân bố của thảm cỏ biển, với tổng diện tích 52,4 ha, chủ yếu tập trung ở Đầm Tre, Sông Lô và Hòn Chồng. Ở Con Sẻ Tre, Hòn Một và Hòn Miếu thảm cỏ biển phân bố với số lượng khá ít.
Thành phần loài cỏ biển ở Vịnh Nha Trang được đánh giá là đa dạng, với 10 loài được ghi nhận, chiếm 2/3 số loài cỏ biển được ghi nhận tại Việt Nam, bao gồm loài Halophila major do Nguyễn Xuân Vỵ và cộng sự phát hiện lần đầu tại Việt Nam vào năm 2013. Các loài cỏ biển phổ biến ở khu vực này là cỏ xoan (Halophila ovalis), cỏ kim biển (Halodule pinifolia), cỏ vích (Thalassia hemprichii) và cỏ lá dừa (Enhalus acoroides).

### Sinh vật phù du
Theo kết quả nghiên cứu về số lượng loài động vật phù du trong Vịnh Nha Trang giai đoạn 2000–2011 do Trương Sĩ Hải Trình và Nguyễn Tâm Vinh ở Viện Hải dương học Nha Trang thực hiện thì quần xã động vật phù du tại khu vực này bao gồm 259 loài thuộc 18 nhóm động vật khác nhau. Trong đó nhóm chân mái chèo (Copepoda) chiếm ưu thế về loài với 135 loài (tương đương 51,74% tổng số loài động vật phù du trong khu vực), tiếp theo là các nhóm sứa (Hydromedusae) với 20 loài (chiếm 7,72%), nhóm có bao (Tunicata) với 18 loài (chiếm 6,95%) và các nhóm còn lại chiếm khoảng 33%.
Theo Nguyễn Tác An và cộng sự, thành phần loài thực vật phù du trong Vịnh Nha Trang phong phú với hơn 200 taxon. Trong đó, tảo silic chiếm ưu thế với 116 loài. Các loài tảo có kích thước nhỏ, tốc độ phân chia lớn chủ yếu phát triển mạnh vào tháng 5 và tháng 6; trong khi các loài tảo silic có kích thước trung bình lại có xu hướng phát triển vào mùa mưa, giai đoạn từ tháng 11 đến tháng 12. Số lượng thực vật phù du trung bình của Vịnh Nha Trang dao động trong khoảng từ 17–315 nghìn tế bào/lít, với sinh khối trung bình là 37–1.200 mg/m³.

## Hoạt động kinh tế

### Khai thác và nuôi trồng thủy sản

#### Khai thác thủy sản

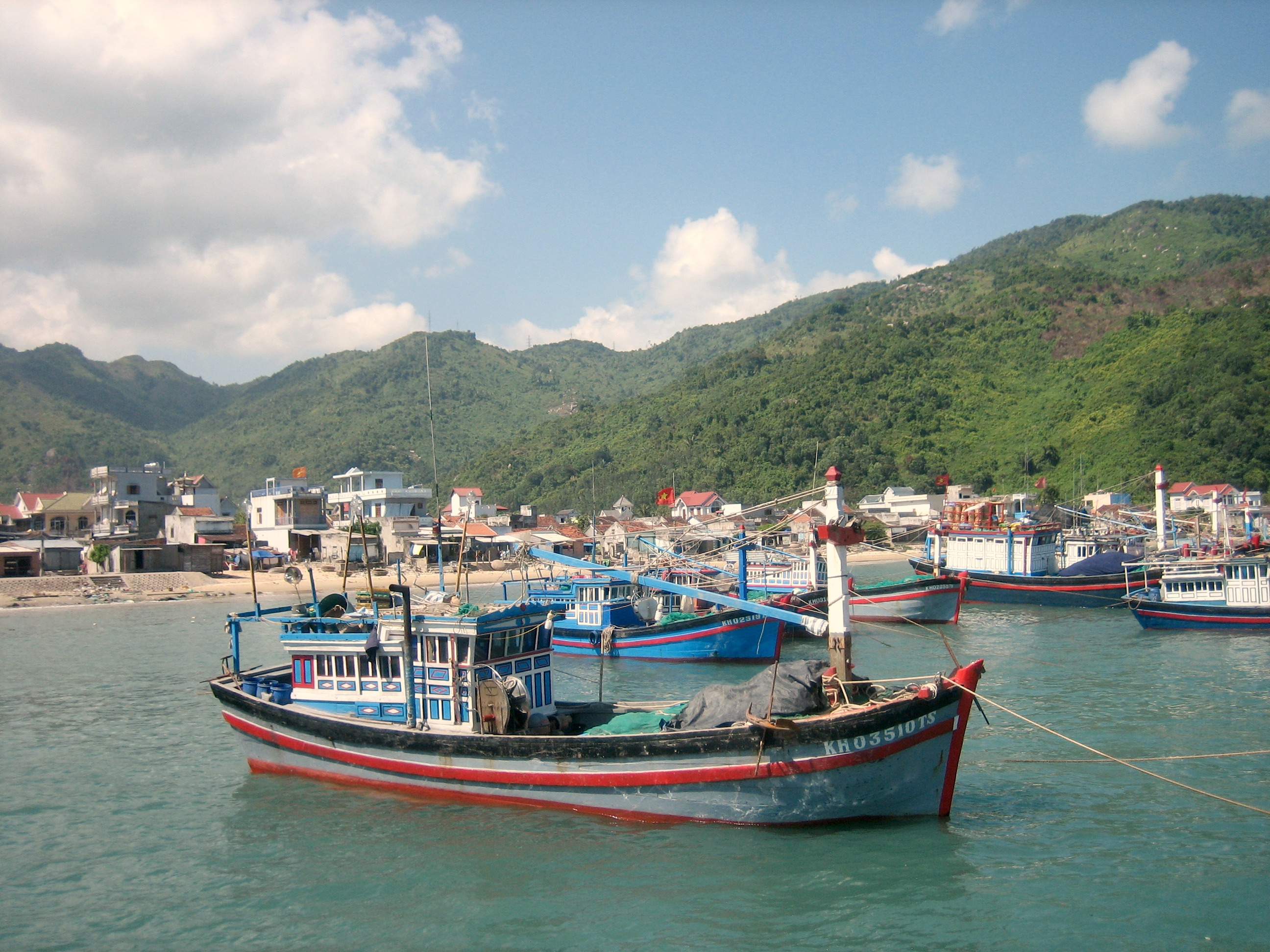
Những chiếc tàu đánh cá trên Vịnh Nha Trang

Theo Nguyễn Văn Long và các cộng sự tại Viện Hải dương học Nha Trang, có 10 loại nghề khai thác hải sản chính trong Vịnh Nha Trang, gồm câu bủa, câu mực, lặn, lờ, lồng mực, lưới ba màng, lưới giũ, mành tôm, mành chông và xăm tôm. Thời gian khai thác diễn ra quanh năm, chia làm hai vụ chính. Các nghề câu mực, lặn, lồng mực, lưới ba màng, mành chông hoạt động mạnh vào giai đoạn từ tháng 3 đến tháng 8 âm lịch, còn các nghề như câu bủa, lờ, lưới giũ, mành tôm và xăm tôm thì thường phổ biến từ tháng 10 đến tháng 2 âm lịch. Nguồn lợi khai thác tương đối đa dạng và khác nhau theo từng loại nghề, trong đó đa dạng nhất là các loài thân mềm. Các nghề khai thác con giống trong Vịnh Nha Trang chủ yếu tập trung vào loài tôm hùm giống.
Sản lượng khai thác hải sản trong năm 2014 tại khu vực Vịnh Nha Trang là 651,3 tấn, tương ứng với doanh thu 32,67 tỷ đồng. Trong đó, khai thác trong các rạn san hô đạt 327,4 tấn và 11,11 tỷ đồng, khai thác ngoài rạn san hô đạt 323,9 tấn và 21,56 tỷ đồng. Cá là nguồn lợi khai thác quan trọng nhất trên rạn, đặc biệt là cá dìa và cá giò (sản lượng đạt 137,6 tấn, tương ứng doanh thu 4,72 tỷ đồng). Bên ngoài rạn san hô, mực ống là nguồn lợi khai thác quan trọng nhất với sản lượng 47,3 tấn và doanh thu 7,8 tỷ đồng. Việc khai thác tôm hùm giống đạt sản lượng 212.000 con/năm, tương ứng với doanh thu 32,34 tỷ đồng. Xét theo các loại ngành nghề tham gia khai thác thì nghề lặn có vai trò quan trọng nhất với sản lượng khai thác là 324,8 tấn và doanh thu hơn 15 tỷ đồng.

#### Nuôi trồng thủy sản

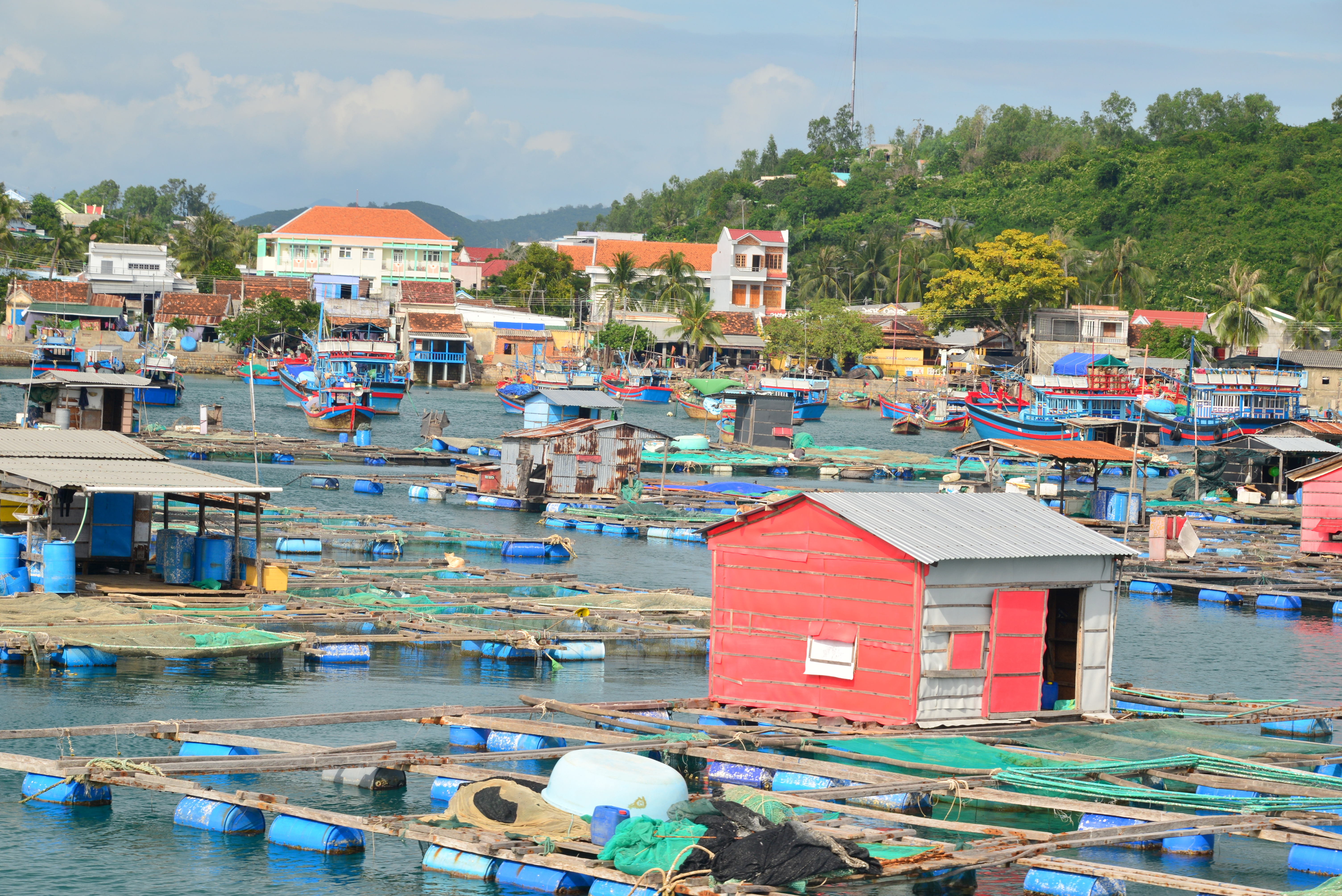
Các bè nuôi trồng thủy sản trên Vịnh Nha Trang

Nghề nuôi trồng thủy sản bắt đầu ở Vịnh Nha Trang vào năm 1989 bằng việc thu gom và nuôi béo các loài cá có giá trị kinh tế cao của những thương nhân đến từ Hồng Kông. Năm 1996, nghề này bước vào thời kỳ phát triển nhanh chóng. Nhiều loài cá mú, cá hồng, tôm cùng số ít các loài cá cảnh và mực nang được đưa vào nuôi trồng. Hầu hết các loài cá này được xuất khẩu sang Hồng Kông, Trung Quốc, Đài Loan hay Nhật Bản; trong khi số khác được bày bán trên các chợ cũng như nhà hàng địa phương. Tuy nhiên, sự tăng trưởng nhanh chóng của nghề này sau đó đã bị cản trở bởi sự bùng phát của dịch bệnh và việc thiếu hụt con giống tự nhiên. Nếu như sản lượng nuôi trồng thủy sản vào năm 1998 là hơn 60 tấn thì đến năm 2000, con số này chỉ còn chưa đầy 20 tấn. Trong những năm đầu thế kỉ 21, có xu hướng chuyển dịch sang nuôi tôm hùm, loại hình vừa mang lại lợi nhuận cao, vừa ít bị dịch bệnh bùng phát. Số lượng lồng nuôi tôm hùm tăng nhanh và sau đó đã trở thành một nghề quan trọng, đóng góp vào sự tăng trưởng kinh tế trên toàn tỉnh Khánh Hòa. Năm 2001, tổng sản lượng tôm hùm nuôi đạt 790 tấn, tương ứng 450 tỷ đồng giá trị tôm thương phẩm xuất khẩu. Trong Khu bảo tồn biển Vịnh Nha Trang, việc nuôi cá biển và tôm hùm tập trung tại Vũng Me, Trí Nguyên và một số khu vực như Hòn Một, Vịnh Đầm, Bích Đầm và Vũng Ngán.
Tính đến năm 2019, Vịnh Nha Trang có 156 bè và 4.076 ô nuôi thủy sản, chủ yếu là tôm hùm xanh và cá, tập trung tại Trí Nguyên và Bích Đầm. Tính đến hết tháng 10, sản lượng nuôi trồng thủy sản trên vịnh là 292 tấn, đạt 70% chỉ tiêu trong năm. Cũng trong năm này, chính quyền thành phố Nha Trang đã quyết định phê duyệt "Đồ án quy hoạch chi tiết vùng nuôi trồng thủy sản lồng bè trên Vịnh Nha Trang đến năm 2025 và định hướng đến năm 2035". Theo quy hoạch, Vịnh Nha Trang sẽ được chia làm 3 vùng nuôi trồng thủy sản chính: vùng mặt nước Hòn Miễu (14 ha (0,14 km2)), vùng mặt nước Bích Đầm (6 ha (0,060 km2)) và vùng mặt nước giao giữa đảo Bích Đầm và Đầm Bấy (50 ha (0,50 km2)).

### Du lịch
Vịnh Nha Trang được đánh giá là có tiềm năng to lớn cho phát triển du lịch biển. Các hoạt động phát triển kinh tế, xã hội với mục đích khai thác khu vực này đều ưu tiên hướng tới du lịch. Theo thống kê của Sở Du lịch tỉnh Khánh Hòa, mỗi năm, khu vực này có khoảng 5 triệu du khách trong và ngoài nước đến tham quan, nghỉ dưỡng. Năm 2003, tại hội nghị lần thứ hai của Câu lạc bộ những vịnh đẹp nhất thế giới tổ chức ở Canada, Vịnh Nha Trang đã được kết nạp làm thành viên thứ 29 của câu lạc bộ, qua đó trở thành thành viên thứ hai của châu Á (sau Vịnh Hạ Long) lọt vào danh sách này. Đến ngày 25 tháng 3 năm 2005, Bộ trưởng Bộ Văn hóa – Thông tin Phạm Quang Nghị  đã ra quyết định xếp hạng Vịnh Nha Trang là di tích quốc gia.
Một trong những thế mạnh du lịch của Vịnh Nha Trang là sự đa dạng của hệ thống các đảo và cảnh quan của chúng. Hòn Mun là nơi khách du lịch có thể trải nghiệm dịch vụ lặn biển và khám phá hệ sinh thái của các rạn san hô dưới nước. Cùng với Hòn Rơm, đây là hai bãi lặn chính của khu vực này. Trong khi đó, Hòn Nội, nơi có bãi tắm đôi nổi tiếng tạo thành từ sự phân chia của bờ cát, được cho là bãi tắm đôi duy nhất ở Việt Nam. Đây cũng là nơi diễn ra lễ giỗ Tổ nghề Yến sào được tổ chức thường niên tại Khánh Hòa. Trên đảo Hòn Miễu là Thủy cung Trí Nguyên (nay là khu du lịch Hòn Sỏi), được thành lập từ năm 1971 và làng chài Trí Nguyên, cũng là một địa điểm du lịch phổ biến trong khu vực. Ngoài ra, nhóm danh thắng được xếp hạng là di tích quốc gia bao gồm Hòn Chồng, Hòn Đỏ và Hội quán Vịnh Nha Trang cũng là nơi thu hút khách du lịch.
Nằm dọc theo bờ biển Nha Trang là bãi biển thành phố, có chiều dài từ 6–7 km (3,7–4,3 mi), kéo dài từ phía nam sông Cái Nha Trang đến Cầu Đá. Năm 2019, tạp chí Forbes đã bình chọn bãi biển Nha Trang là một trong mười bãi biển đẹp nhất Việt Nam. Bên cạnh đó, Vịnh Nha Trang còn là nơi đặt tuyến cáp treo nối thành phố Nha Trang với đảo Hòn Tre, từng được đánh giá là tuyến cáp treo vượt biển dài nhất thế giới. Kỷ lục này sau đó đã bị phá vỡ bởi tuyến cáp treo Hòn Thơm, Phú Quốc vào năm 2018. Bên bờ Vịnh Nha Trang còn có vòng quay Vinpearl Sky Wheel, thiết lập kỉ lục Việt Nam cho vòng quay có kích thước lớn nhất và lọt vào danh sách 10 vòng quay cao nhất thế giới. Chính quyền thành phố Nha Trang cũng tiến hành lập quy hoạch phân khu các đảo Hòn Một, Hòn Tre với định hướng xây dựng các đảo này thành trung tâm đô thị, hệ sinh thái tiêu chuẩn quốc tế phục vụ cho mục đích du lịch trên cơ sở bảo tồn và phát huy thế mạnh về môi trường tự nhiên.

## Vấn đề môi trường và xã hội

### Chất lượng nước
Năm 1997, Lê Lan Hương và cộng sự đã tiến hành những nghiên cứu đầu tiên về mức độ nhiễm bẩn coliform tại Vịnh Nha Trang. Kết quả cho thấy, hầu như toàn bộ khu vực đều nhiễm bẩn coliform ở các mức độ khác nhau. Trong đó, cửa sông Cái là nơi bị nhiễm bẩn thường xuyên trong năm và mật độ coliform luôn ở mức cao (trên 10.000 tế bào/100 ml). Kết quả quan trắc môi trường ở Vịnh Nha Trang giai đoạn 2000–2011 cho thấy hầu hết các thông số môi trường như pH, chất hữu cơ, các muối dinh dưỡng và các kim loại nặng luôn nằm trong giới hạn cho phép theo tiêu chuẩn hiện hành. Cụ thể, hàm lượng nhu cầu oxy hóa học (COD) tăng dần trong thời gian từ năm 2000–2008, sau đó giảm dần. Hàm lượng BOD 5 ngày (BOD5) đạt giá trị lớn nhất vào năm 2002, sau đó giảm dần đến năm 2007 và tăng nhẹ trở lại vào năm 2009. Trong khi đó, hàm lượng oxy hòa tan (DO) ít biến động trong suốt thời gian quan trắc. Hàm lượng muối PO4-P có xu hướng tăng dần, chứng tỏ những hoạt động dân sinh và du lịch đã ảnh hưởng đến chất lượng nước khu vực. Từ năm 2000–2008, lượng hydrocarbon quan sát có giá trị tăng dần theo thời gian và đạt đỉnh vào năm 2008 sau đó giảm dần. Mật độ coliform đạt giá trị lớn nhất vào năm 2003, tuy nhiên sau đó đã giảm dần và đạt giá trị thấp vào những năm 2008 và 2010. Các kim loại nặng Pb và Cu có xu hướng giảm trong giai đoạn 2000–2008 và đạt giá trị cao nhất vào năm 2011. Tương tự, hàm lượng Zn cũng ổn định trong giai đoạn này, nhưng đến năm 2009 thì rồi sau đó giảm dần.
Theo đánh giá của Phạm Thị Kha và các đồng sự tại Viện Tài nguyên và Môi trường biển thực hiện bằng cách đo hệ số tai biến (RQ) thông qua sử dụng tiêu chuẩn QCVN 10:2015/BTNMT của Bộ Tài nguyên và Môi trường và tiêu chuẩn chất lượng nước biển AMSAT 2008 của Hiệp hội các quốc gia Đông Nam Á cho vùng nước ven bờ, trong giai đoạn từ năm 2017 đến năm 2020 chất lượng môi trường nước trong Vịnh Nha Trang khá tốt khi có hàm lượng oxy hòa tan phù hợp cho các hoạt động nuôi trồng thủy sản và thích hợp với đời sống của các loài thủy sinh. Các chất hữu cơ và dinh dường hòa tan đều nằm trong giới hạn cho phép. Hàm lượng dầu và cyanide, tuy có sự gia tăng dần trong giai đoạn này nhưng đều nằm ở mức thấp và trong giới hạn cho phép theo tiêu chuẩn hiện hành. Tuy nhiên, hàm lượng nitrat (N-NO4-) được cho là vượt giới hạn theo tiêu chuẩn của Hiệp hội các quốc gia Đông Nam Á, khi cao hơn mức cho phép từ 1,4 đến 2 lần.
Một nghiên cứu đăng trên tạp chí Coral Reefs vào năm 2013 do Nguyễn Đức Ái và các cộng sự ở Đại học Queensland tiến hành, dựa trên kết quả thu được từ rạn san hô ở Vịnh Nha Trang và so sánh tương quan với dữ liệu trên toàn thế giới cho thấy chất lượng nước ở khu vực này đã xấu đi đáng kể. Nguyên nhân chủ yếu do quá nhiều chất gây ô nhiễm được luân chuyển đến khu vực vịnh và rạn san hô nơi đây. Những rạn san hô ở Vịnh Nha Trang có thể đang ở trong tình trạng quá tải cực độ do quá trình tăng lên của các chất gây ô nhiễm. Theo Lê Thị Vinh và đồng sự, có hai yếu tố chính ảnh hưởng đến chất lượng môi trường tại các rạn san hô ở Vịnh Nha Trang. trong đó, yếu tố tự nhiên là quá trình luân chuyển của nguồn vật chất chảy vào từ các con sông trong khu vực; còn yếu tố kinh tế, xã hội bao gồm nuôi trồng thủy sản, du lịch, xả thải, khai thác hủy diệt và nạo vét hoặc đổ vật liệu nạo vét vào biển.

### Suy giảm hệ sinh thái rạn san hô
Theo tính toán, từ năm 1994 đến năm 2005, độ phủ san hô trung bình ở Vịnh Nha Trang đã giảm đi 31,2%, tương ứng với độ phủ trung bình vào năm 2005 là 21,1 ± 19,6%. Theo Võ Sĩ Tuấn, độ phủ san hô cứng trung bình ở khu vực vào năm 1994 là khoảng 30% và hầu hết các rạn san hô trong khu vực đều có độ phủ trên 20%. Tuy nhiên các rạn san hô ở đây đã suy giảm mạnh trong giai đoạn 1994–2002.
Trong giai đoạn 2002–2007, giá trị độ phủ trung bình của rạn san hô cứng ở Vịnh Nha Trang là 23,1%, tương ứng trong hai năm 2009 và 2010 lần lượt là 21,8 và 18,5%. Độ phủ san hô giữa các vùng được bảo vệ nghiêm ngặt xung quanh Hòn Mun và vùng đệm tại khu bảo tồn có sự khác biệt lớn, cụ thể, vùng bảo vệ nghiêm ngặt có độ phủ trung bình gấp đôi vùng đệm. Một số rạn có mức độ suy giảm độ phủ khá lớn trong giai đoạn này. Tại Hòn Vung, độ phủ giảm từ từ 25,6% xuống còn 3,2%. Một số đảo như Hòn Miếu, Hòn Chồng và Hòn Rùa có độ phủ lần lượt là 3,8; 8,5 và 6,25% vào năm 2009. Nghiên cứu của Hoàng Xuân Bền và cộng sự về hiện trạng rạn san hô ở Vịnh Nha Trang từ năm 2002 đến 2015 cho thấy độ phủ trung bình san hô tại một số nơi hầu như không có sự thay đổi nhiều, tuy nhiên mật độ của nhóm cá rạn có kích thước lớn và một số nhóm động vật không xương sống có giá trị kinh tế sống trong các rạn san hô này vẫn không có dấu hiệu phục hồi, nhiều loài đã không còn được bắt gặp trong thời gian giám sát. Rạn san hô có dấu hiệu phục hồi ở các khu vực được bảo vệ nghiêm ngặt, nhưng một số vùng bên ngoài đã suy thoái hoàn toàn. Tổng diện tích rạn san hô vào năm 2015 là 754,1 ha (7,541 km2), giảm 117,4 ha (1,174 km2) so với số liệu thăm dò vào năm 2002 là 871,5 ha (8,715 km2).
Nghiên cứu về biến động của các rạn san hô tại Vịnh Nha Trang từ năm 2016 đến năm 2019 của Konstantin Tkachenko và đồng sự tại Viện Hải dương học Nha Trang đã cho thấy độ che phủ san hô trung bình tại khu vực đã giảm 64,4%, trong đó mạnh nhất là hai chi Acropora và Montipora (mức giảm lần lượt là 80,6% và 82,3%). Ở đảo Hòn Tre, độ che phủ san hô giảm đi 54 lần, tức là giảm khoảng 98%. Từ năm 1980 đến năm 2019, diện tích rạn san hô khỏe mạnh ở khu vực đã giảm từ 665 ha (6,65 km2) xuống còn 74 ha (0,74 km2).
Theo tiến sĩ Hoàng Xuân Bền, có nhiều nguyên nhân gây ra việc suy giảm độ phủ và diện tích rạn san hô ở Vịnh Nha Trang. Trong đó, có một số nguyên nhân chủ yếu, bao gồm việc khai thác hủy diệt bằng chất nổ, chất độc trong quá khứ; các yếu tố môi trường như san hô bị bệnh, bùng nổ sao biển gai; các hoạt động san lấp, lấn biển, hoạt động du lịch; hiện tượng tẩy trắng san hô cùng tác động của yếu tố thiên tai như bão.

### Phương hướng bảo tồn
Ngày 8 tháng 6 năm 2001, hội nghị triển khai dự án thí điểm khu bảo tồn biển đầu tiên ở Việt Nam được tổ chức tại Nha Trang, với mục tiêu "bảo vệ các hệ sinh thái rạn san hô, rừng ngập mặn và cỏ biển tốt nhất còn lại của Việt Nam". Dưới sự hợp tác của Quỹ Môi trường Toàn cầu của Ngân hàng Thế giới, Liên minh Bảo tồn Thiên nhiên Quốc tế cùng Cơ quan Phát triển Quốc tế Đan Mạch, Chính phủ Việt Nam đã quyết định thành lập khu bảo tồn biển trên đảo Hòn Mun. Ngày 18 tháng 7 năm 2001, Ban quản lý Khu bảo tồn biển Hòn Mun được thành lập, theo sau đó là quy chế quản lý tạm thời do Ủy ban nhân dân tỉnh Khánh Hòa ban hành ngày 11 tháng 3 năm 2002. Đến ngày 12 tháng 3 năm 2004, Ủy ban nhân dân tỉnh Khánh Hòa quyết định đổi tên khu bảo tồn này thành Khu bảo tồn biển Vịnh Nha Trang, với diện tích trên 16.000 ha (160 km2), gồm 9 đảo và vùng nước xung quanh. Ngày 11 tháng 9 năm 2012, chính quyền tỉnh thành lập Ban quản lý Vịnh Nha Trang, trên cơ sở hợp nhất các ban quản lý thuộc Khu bảo tồn biển Vịnh Nha Trang, Bến tàu du lịch Cầu Đá và bộ phận cứu hộ nhân đạo trên biển của Đội Thanh niên xung kích Nha Trang. Nhiệm vụ của tổ chức này là hỗ trợ Ủy ban nhân dân thành phố Nha Trang quản lý việc khai thác các giá trị của Vịnh Nha Trang trên cơ sở bảo vệ, bảo tồn danh lam thắng cảnh và hệ đa dạng sinh học trên Vịnh Nha Trang.
Ngày 8 tháng 9 năm 2011, Ủy ban nhân dân tỉnh Khánh Hòa ban hành quyết định số 2466/QĐ-UBND về việc "phê duyệt đồ án quy hoạch tổng thể bảo tồn, tôn tạo và phát huy giá trị Vịnh Nha Trang". Theo đó, việc đầu tư, quy hoạch phải gắn liền với chiến lược phát triển của toàn thành phố Nha Trang, đảm bảo phát triển lâu dài và bền vững, gắn với lợi ích cộng đồng. Đồ án cũng thiết lập các phân khu chức năng, trong đó phần phía Đông của vịnh được chỉ định sử dụng cho mục đích bảo tồn. Đến ngày 9 tháng 12 năm 2014, cơ quan này tiếp tục ban hành quyết định số 3363/QĐ-UBND, thiết lập quy chế quản lý chính thức cho khu vực, trong đó cấm các hành vi gây nguy hại đến cảnh quan và môi trường của Vịnh Nha Trang, đồng thời thành lập ba phân khu quản lý, bao gồm: phân khu bảo vệ nghiêm ngặt, phân khu phục hồi sinh thái và phân khu phát triển. Quy chế bắt buộc tất cả các hoạt động kinh tế, xã hội của khu vực phải có dự án chi tiết được phê duyệt phù hợp với quy hoạch tổng thể bảo tồn, tôn tạo và phát huy giá trị Vịnh Nha Trang, đồng thời tuân thủ các quy định có liên quan. Ngoài ra, quy chế còn quy định cụ thể về các hoạt động khai thác, phát triển Vịnh Nha Trang (bao gồm hoạt động khai thác, nuôi trồng thủy sản, giao thông, du lịch, thể thao giải trí và nghiên cứu khoa học), cũng như xác định trách nhiệm của các cơ quan, đơn vị quản lý trong khu vực.